# Parnassus: Człowiek, który oszukał diabła
Parnassus: Człowiek, który oszukał diabła (ang. Imaginarium of Doctor Parnassus) – film z 2009 roku w reżyserii Terry’ego Gilliama.

## Opis filmu
Nieśmiertelny dr Parnassus prowadzi objazdowy gabinet cudów. Podczas pokazów widzowie mają możliwość skorzystania z mocy magicznego lustra będącego w posiadaniu dr. Parnassusa, który, dzięki paktowi zawartemu z diabłem, potrafi manipulować wyobraźnią innych ludzi. Zgodnie z umową diabeł przyjdzie zabrać córkę dr. Parnassusa, Valentinę, w dniu jej szesnastych urodzin. Doktor Parnassus wraz z członkami trupy oraz nowo przybyłym Tonym próbują temu zapobiec.

## Obsada
- Christopher Plummer – Dr Parnassus
- Heath Ledger – Tony
- Lily Cole – Valentina
- Andrew Garfield – Anton
- Verne Troyer – Percy
- Tom Waits – Pan Nick
- Johnny Depp – Tony (pierwsza przemiana)
- Jude Law – Tony (druga przemiana)
- Colin Farrell – Tony (trzecia przemiana)
- Maggie Steed – Kobieta w Louis Vuitton
- Richard Riddell – Martin
- Bruce Crawford – Martin (po przemianie)

## Śmierć Heatha Ledgera
Jest to ostatni film, w którym wziął udział aktor Heath Ledger, odtwarzający kluczową dla filmu rolę Tony’ego. Jego śmierć w styczniu 2008 wstrzymała prace nad filmem na kilka miesięcy. W tym czasie ukończono już wszystkie ujęcia z Ledgerem nakręcone w Londynie mające odzwierciedlenie w warstwie realnej fabuły.
Reżyser postanowił ukończyć film i zastąpić Ledgera w scenach fantasmagorycznych trzema innymi, znanymi aktorami. Rolę Tony’ego „po drugiej stronie lustra” zagrali więc: Jude Law, Johnny Depp i Colin Farrell. W efekcie jedną postać zagrało czterech aktorów.
Depp, Farrell i Law przekazali solidarnie swoje gaże za rolę Tony’ego w filmie na rzecz córki Heatha Ledgera, Matildy w celu zabezpieczenia jej finansowej przyszłości.

## Nagrody
Film otrzymał dwie nominacje do Oscarów (za najlepszą scenografię i kostiumy). Poza tym był nominowany do BAFTA, Satelitów, Saturnów i brał udział w konkursie głównym podczas Camerimage 2009.

## Galeria

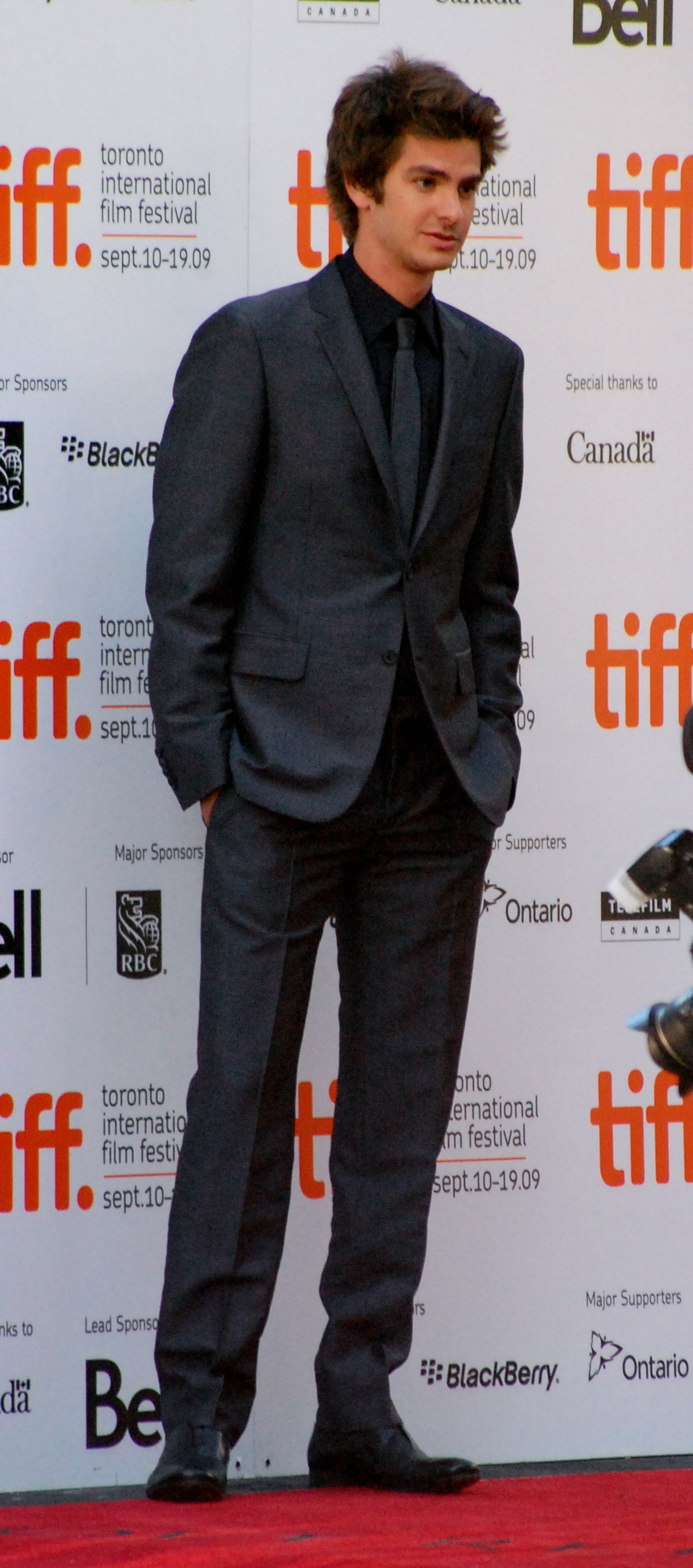
Andrew Garfield podczas premiery filmu, 18 września 2009, Toronto
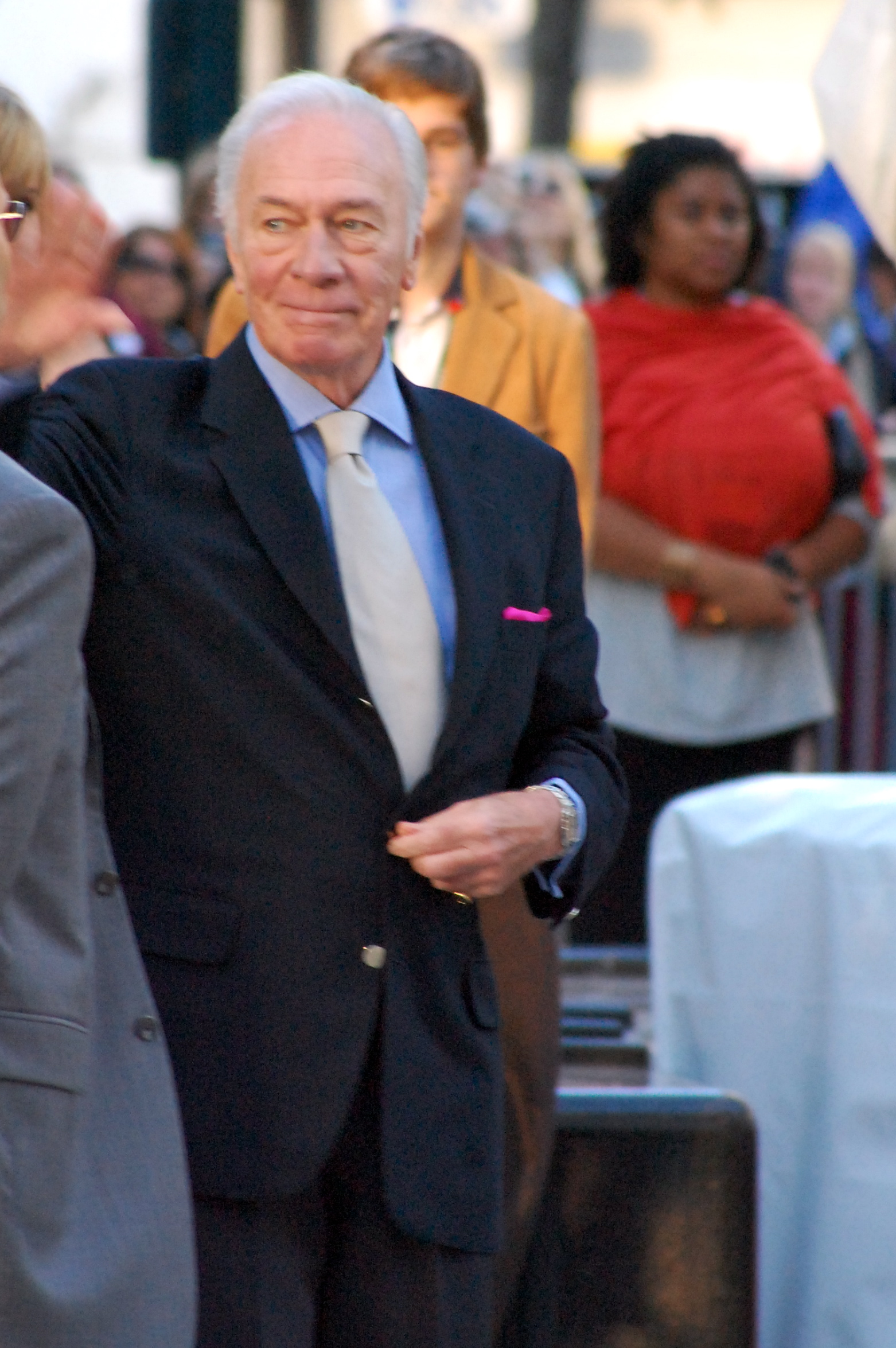
Christopher Plummer podczas premiery filmu, 18 września 2009, Toronto
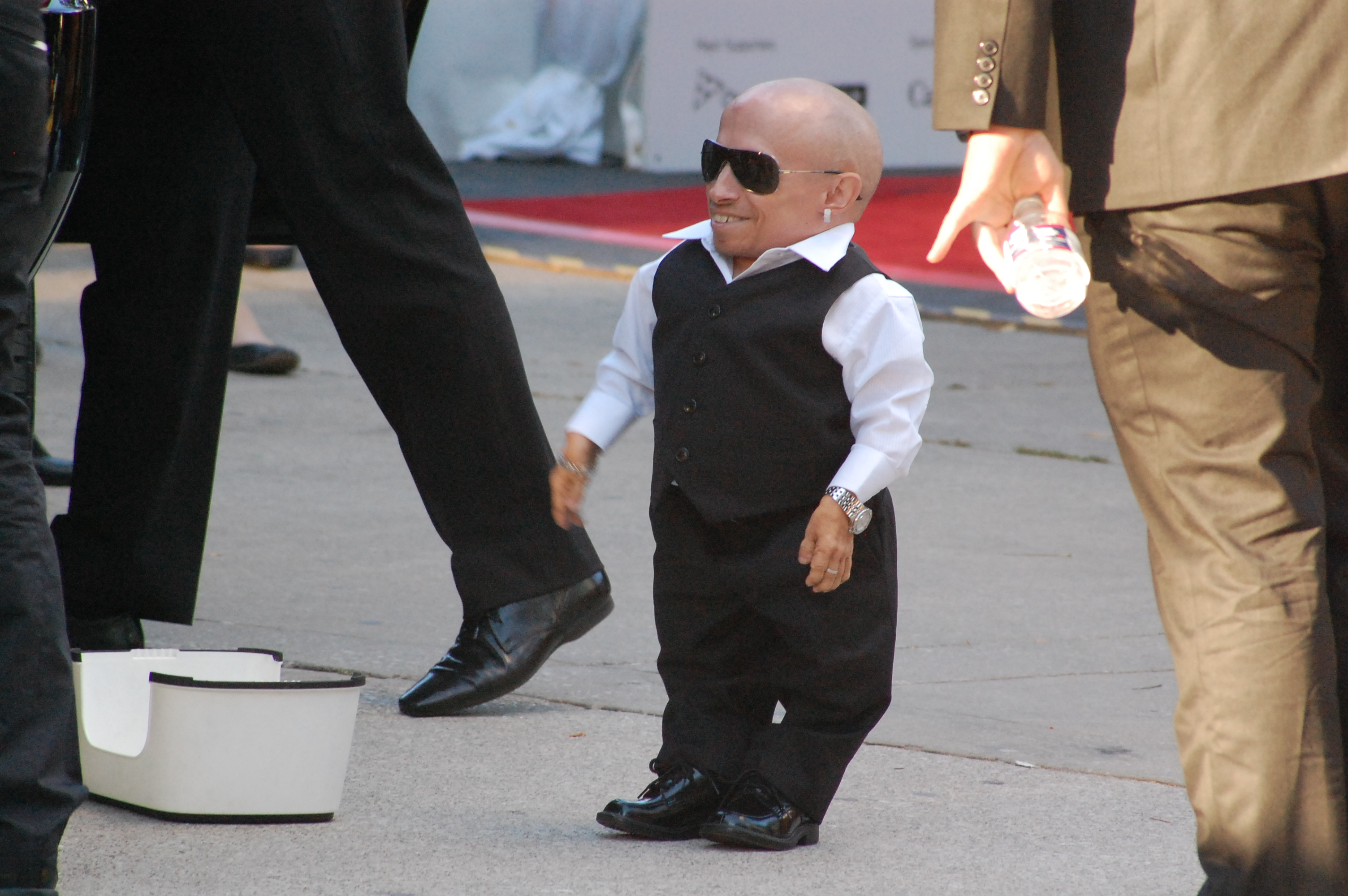
Verne Troyer podczas premiery filmu, 18 września 2009, Toronto